# Бохоричица

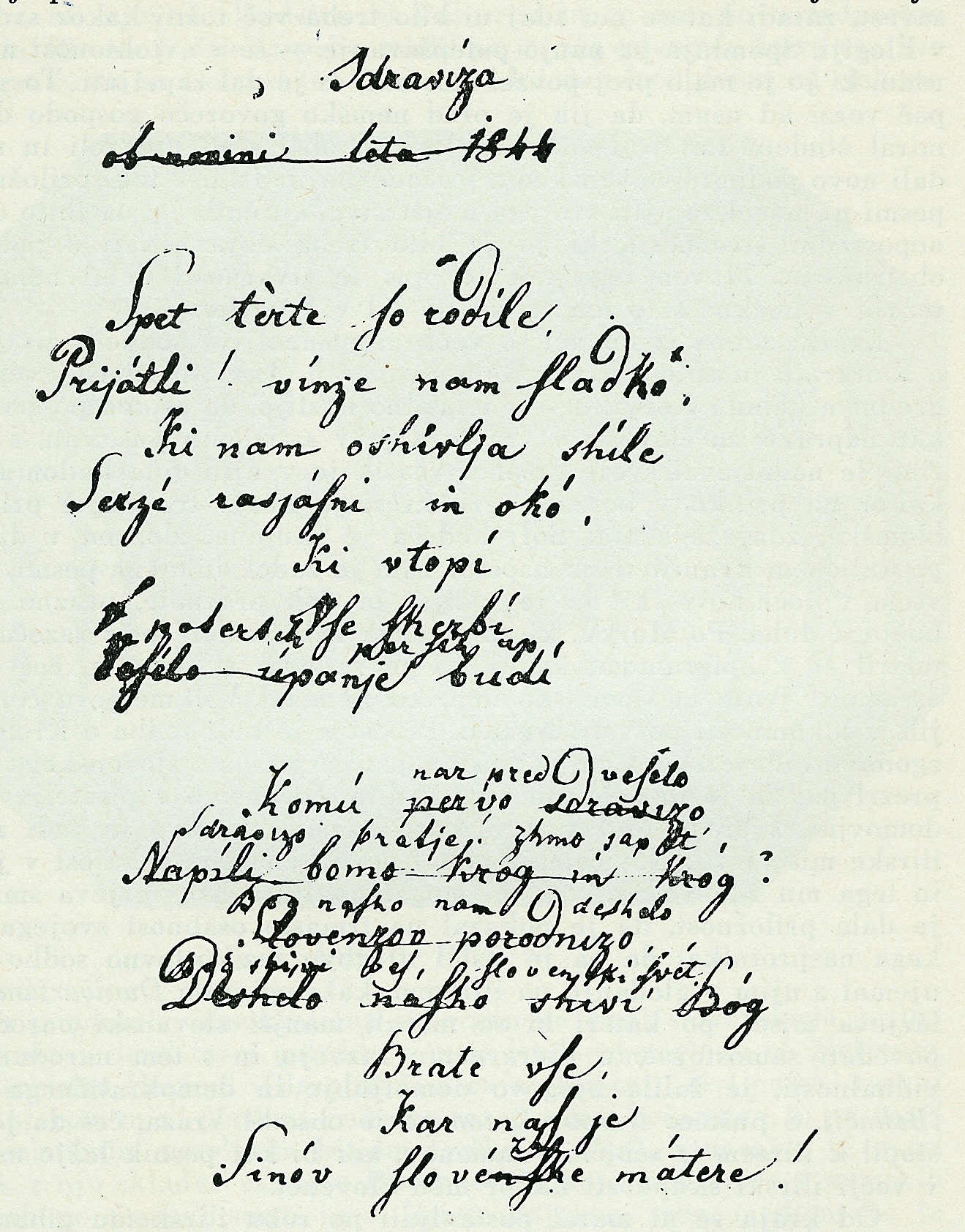
Стихотворение Франце Прешерна «Здравица» (первое издание, напечатанное бохоричицей)

Азбука Бохорича, или бохоричица (словен. bohoričica) — алфавит на основе латинской графики, применявшийся для записи словенского языка в период с XVI по XIX вв. Назван по имени писателя Адама Бохорича, впервые установившего нормы правописания на бохоричице в своём сочинении «В праздные зимние часы» (лат. Articae Horulae Succisivae, опубл. 1584).
Первым по-словенски и на бохоричице писал лютеранский проповедник Примож Трубар, автор первой печатной книги на словенском. Впрочем, Трубар не соблюдал всех правил Бохорича и зачастую писал одни и те же слова по-разному.
Азбука состоит из 25 букв, включая три диграфа.
| Буква      | МФА           | Современный словенский алфавит |
| ---------- | ------------- | ------------------------------ |
| A a        | [a]           | a                              |
| B b        | [b]           | b                              |
| D d        | [d]           | d                              |
| E e        | [e], [ɛ], [ə] | e                              |
| F f        | [f]           | f                              |
| G g        | [ɡ]           | g                              |
| H h        | [x]           | h                              |
| I i        | [i]           | i                              |
| I j        | [j]           | j                              |
| K k        | [k]           | k                              |
| L l        | [l]           | l                              |
| M m        | [m]           | m                              |
| N n        | [n]           | n                              |
| O o        | [o], [ɔ]      | o                              |
| P p        | [p]           | p                              |
| R r        | [r]           | r                              |
| S (Ş) ſ    | [s]           | s                              |
| SH (ŞH) ſh | [ʃ]           | š                              |
| S s        | [z]           | z                              |
| SH sh      | [ʒ]           | ž                              |
| T t        | [t]           | t                              |
| V u        | [u]           | u                              |
| V v        | [v]           | v                              |
| Z z        | [t͡s]          | c                              |
| ZH zh      | [t͡ʃ]          | č                              |

(Заметно, что буквы бохоричицы напоминают немецкие.)
В ранней бохоричице некоторые буквы имели совпадающие заглавные формы:
- заглавная I соответствовала строчным i и j
- заглавная V соответствовала строчным u и v
- заглавная S соответствовала строчным s и ſ
- заглавная SH соответствовала строчным sh и ſh

Имелись и другие отличия от современной словенской орфографии. Так, гласный призвук, сопутствующий слоговому [r], всегда отражался на письме буквой /e/, тогда как в современном словенском, если слоговой [r] не стоит в конце слова, призвук не записывается (так, словенское название города Триеста, Trst, записывалось как Terſt, а слово trg, «площадь» — как terg, и т. д.). Однобуквенные предлоги v, s/z и k/g (аналогичные русским), писались с апострофом: так, словосочетание v Ljubljani («в Любляне») писалось как v’Ljubljani, а k meni («ко мне») — как k’meni, и т. д.

## История развития
Опубликованное в 1584 г. сочинение Адама Бохорича Articae Horulae считается первым в мире описанием грамматики словенского языка. Сам алфавит, однако, к тому времени уже почти тридцать лет активно применялся и другими деятелями словенского протестантизма, в частности, автором перевода Библии на словенский (опубликован  также в 1584 г.) Юрием Далматином.
Несмотря на то, что в ходе Контрреформации протестантизм в Словении был полностью искоренён, азбукой Бохорича стали пользоваться католики, в частности, епископ Люблянский Томаж Хрен. В XVII и начале XVIII вв. художественных текстов на словенском почти не писали, но азбука Бохорича, тем не менее, продолжала применяться. Так, словенские имена и названия в сочинении Янеза Вальвазора «Слава герцогства Крайна», написанном на немецком, приведены согласно правилам бохоричицы.
В конце XVIII в. одновременно с возрождением словенского языка возобновилось широкое применение бохоричицы, модернизированной филологами Марко Похлином и Юрием Япелем. К концу XVIII в. интеллектуалы-просветители, такие, как Зигмунд Цойс и его окружение, всецело одобряли бохоричицу, а благодаря творчеству Антона Томажа Линхарта и Валентина Водника она вновь стала средством художественного выражения.
Только в 20-х гг. XIX в. начались попытки заменить бохоричицу фонетической азбукой. Самые известные из них были предприняты Петером Дайнко («дайнчица», 1824) и Франом Метелко («метелчица», 1825) при поддержке лингвиста Ернея Копитара, но против них яростно выступили представители интеллектуальных кругов романтизма во главе с Матией Чопом и Франце Прешерном, что стало причиной длительной напряжённой полемики. К середине 30-х гг. сторонники бохоричицы взяли верх над модернизаторами при поддержке занявшего их сторону чешского лингвиста Франтишека Челаковского; впрочем, окончательно полемика не прекратилась и тогда.
В 1840-х годах редактор журнала «Новости сельского хозяйства и ремёсел» Янез Бляйвайс предложил компромиссное решение, перейдя с бохоричицы на адаптированный для словенского языка вариант азбуки «гаевица», применявшейся для записи хорватского. Этот вариант устроил всех, и к 1848 г. бохоричица была полностью вытеснена гаевицей.

## Недостатки
Азбука Бохорича, несмотря на свой успех, обладала рядом недостатков:
- в словенском восемь гласных звуков, тогда как в бохоричице лишь пять гласных букв (этим же недостатком обладает и современная словенская орфография);
- диграф «sh» невозможно отличить от последовательности букв «s» и «h» (впрочем, такая последовательность встречается лишь в очень немногочисленных словах, например, shujšati, «похудеть»);
- не отражается противопоставление гласных по долготе-краткости (в современной орфографии также);
- не отражаются тоновые различия (в современной орфографии также).

## Попытки возрождения бохоричицы
В 80-х гг. XX в. прозвучали предложения возродить бохоричицу. Утверждалось, что это необходимо в свете информатизации, так как тогдашние компьютеры не справлялись с задачей отображения нестандартных латинских букв (в данном случае — «č», «š» и «ž»). В 1990-х годах была предложена так называемая «реформированная азбука Бохорича»; предложение сводилось к замене букв с диакритиками на диграфы и, таким образом, не имело никакого отношения к настоящей бохоричице. Никакого распространения идея не получила.